# Leucobryum martianum
Leucobryum martianum är en bladmossart som beskrevs av Georg Ernst Ludwig Hampe och C. Müller 1843. Leucobryum martianum ingår i släktet Leucobryum och familjen Dicranaceae. Inga underarter finns listade i Catalogue of Life.